# Banksia Island
Banksia Island ist eine unbewohnte Insel im australischen Bundesstaat Western Australia. Die Insel gehört zu den Montebello-Inseln. Sie ist 86 Kilometer vom australischen Festland entfernt.
Die Insel ist 380 Meter lang und 100 Meter breit. In der Nähe liegen die Inseln Beaufortia Island. Fairy Tem Island und Bluebell Island.